# Geheimarchiv an der Elbe
Pour plus de détails, voir Fiche technique et Distribution.
Geheimarchiv an der Elbe ("Les Archives secrètes de l'Elbe" en français) est un film d'espionnage est-allemand réalisé par Kurt Jung-Alsen, sorti en 1963.

## Synopsis
Peu avant la fin de la Seconde Guerre mondiale. Le gruppenführer Upitz sait que la guerre est bientôt terminée. Il cherche à tirer profit de ce moment et accepte une offre des Américains. Il obtiendra l'impunité s'il leur remet les archives secrètes de la Gestapo qui sont cachés à Meißen, le long de l'Elbe. Elles regroupent toutes les données sur les agents présents en Union soviétique et dans les Balkans. Mais le contre-espionnage soviétique est aussi à la recherche de ces archives, Upitz les mène vers une fausse piste.
Upitz amène à Riesa le soudeur Max Wiesbach jusqu'à une galerie souterraine. Il doit calfeutrer une fuite d'eau. Wiesbach est persuadé que derrière il y a les archives secrètes et donne l'information à un militant communiste qui est envoyé peu après sur le front de l'Est et dépassé par les services russes. Mais ils croient toujours que le bâtiment des archives est à Meißen. Ils veulent en être sûrs. Avec Herbert Lange, un habitant de Riesa, le major soviétique Kerimow est envoyé dans la ville afin de retrouver les archives secrètes. L'épouse de Lange croit que son mari est mort. Lorsqu'il se présente à sa porte et qu'il lui dit qu'il doit de nouveau partir bientôt, elle devient hystérique. Lange appelle un médecin et fuit avant d'être abattu. Kerimow se retrouve seul. Il obtient de l'aide de la part des communistes. Il prend la couverture de travailler avec Max Wiesbach. Bientôt Kerimow découvre le double jeu de Wiesbach et où se trouvent les archives secrètes.
Upitz a convenu d'un rendez-vous avec l'Américain Tedder afin de remettre les archives aux États-Unis. Tedder informe un intermédiaire pour organiser et superviser l'opération. Upitz et l'intermédiaire reçoivent la moitié d'un peigne pour se reconnaître. Kerimow parvient à écouter la conversation et à subtiliser la pièce à l'intermédiaire. Avec les communistes, il met en place un avion-cargo. Il entre en contact avec Upitz et supervise l'évacuation des archives dans l'avion soviétique. Upitz monte à bord, comme il en avait convenu avec Tedder. Alors que l'avion vole, Upitz demande sa direction. Lorsque Kerimow lui répond qu'ils vont à Moscou, Upitz a un rire nerveux puis se tait.

## Fiche technique
- Titre : Dupés jusqu'au Jugement dernier
- Titre original : Betrogen bis zum jüngsten Tag
- Réalisation : Kurt Jung-Alsen
- Scénario : Peter Brock (de) d'après le roman d'Alexander Nassibow
- Musique : Andre Asriel (de)
- Direction artistique : Christoph Schneider
- Costumes : Wolfgang Berndt, Wolf Hochheim
- Photographie : Peter Krause
- Montage : Lotti Mehnert
- Production : Adolf Fischer
- Sociétés de production : DEFA
- Société de distribution : Progress Film-Verleih (de)
- Pays d'origine :  Allemagne de l'Est
- Langue : allemand
- Format : Noir et blanc - 1,33:1 - Mono - 35 mm
- Genre : Espionnage
- Durée : 80 minutes
- Dates de sortie :
  -  Allemagne de l'Est : 15 décembre 1963.

## Distribution
- Günther Simon: Le gruppenführer Upitz
- Hans-Peter Minetti: Le major Kerimow
- Hans Lucke (de): Tedder
- Rudolf Ulrich (de): Herbert Lange
- Helga Göring: Son épouse
- Albert Hetterle (de): Le colonel Rybin
- Hans-Joachim Martens: Le standartenführer Bolm
- Günther Haack (de): l'untersturmführer Torp
- Alfred Struwe: L'adjudant von Upitz
- Johannes Arpe (de): Kümetz
- Adolf Fischer: Schubert
- Kurt Jung-Alsen: Becker

## Source de traduction
- (de) Cet article est partiellement ou en totalité issu de l’article de Wikipédia en allemand intitulé « Geheimarchiv an der Elbe » (voir la liste des auteurs).